# 別列濟夫卡 (新烏希齊亞區)
48°38′11″N 27°13′7″E / 48.63639°N 27.21861°E
別列濟夫卡（烏克蘭語：Березівка），是烏克蘭西部的村莊，隸屬赫梅利尼茨基州的卡緬涅茨-波多利斯基區。該村面積2.95平方公里，海拔高度259米，2001年人口749，人口密度每平方公里253.73人。

## 外部連結
- 別列濟夫卡的天氣 （页面存档备份，存于）